# Julius De Geyter
Julius De Geyter   (Lede, 25 d'abril de 1830 - Anvers, 18 de febrer de 1905) fou un periodista i escriptor flamenc.

## Biografia
Va començar la seva carrera professional com a mestre i periodista. El 1874 va esdevenir director de la banca Bank van Lening a Anvers.
Ensems am J.F.J. Heremans i E. Zetterman va crear la revista literària De Vlaamsche School (trad: L'escola flamenca) que va aparèixer de 1855 a 1862. De Geyter i el seu amic Julius Vuylsteke eren els poetes polítics més importants d'aquesta època. Era també un dels líders del moviment flamenc que lluitava per a l'emancipació de la gent de parla neerlandesa a Bèlgica..